# Prey Khnes
Prey Khnes es una comuna (khum) del distrito de Me Sang, en la provincia de Prey Veng, Camboya. En marzo de 2008 tenía una población estimada de 11 017 habitantes.
Se encuentra ubicada al sur del país, a escasa distancia de los ríos Mekong y Bassac, y de la frontera con Vietnam.